# Дніпропетровський стрілочний завод
48°28′42″ пн. ш. 35°05′19″ сх. д. / 48.478327° пн. ш. 35.088717° сх. д.
Дніпровський стрілочний завод — промислове підприємство України, розташоване у місті Дніпро.

## Історія
- 1916 року — утворені майстерні стрілочної продукції Катерининської залізниці.
- 1934 року — початок будівництва Нижньо-Дніпровського стрілочного заводу в місті Дніпропетровськ.
- 1936 року — завод переданий з власності Сталінської залізниці до системи тресту Машинобудування (НКПС). У тому ж році завод випустив першу продукції.
- 1941 року — завод був евакуйований на станцію Інська Новосибірської області (Росія). У відповідністі до розпорядженням Наркомату шляхів сполучення СРСР у 1943 році частину трудового колективу Дніпропетровського стрілочного заводу повертається до Дніпропетровська і приступає до відновлення свого підприємства. Основна маса працівників разом з обладнанням залишається в Росії, в результаті чого утворюється нове підприємство — Новосибірський стрілочний завод.

У радянські часи Дніпропетровський стрілочний завод спільно з Новосибірським і Муромським стрілочними заводами в повному обсязі забезпечували потреби Міністерство шляхів сполучення СРСР у стрілочній продукції.

## Продукція
Підприємство виробляє елементи верхньої будови залізничної колії: стрілочні переводи (звичайні, симетричні, криволінійні, подвійні перехресні), глухі пересічення різних марок з рейок типу Р50, Р65, європейської рейки типу UIC 60 для укладання в колій 1435 мм, 1520 мм та 1524 мм, башмакоскидачі та зрівнювальні пристрої. Основною продукцією заводу є стрілочні переводи для швидкісних та високошвидкісних магістральних колій із швидкістю проходження пасажирських потягів до 200 км/год.